# Sauromatum brevipilosum
Sauromatum brevipilosum är en kallaväxtart som först beskrevs av Wilbert Leonard Anna Hetterscheid och Sizemore, och fick sitt nu gällande namn av Cusimano och Wilbert Leonard Anna Hetterscheid. Sauromatum brevipilosum ingår i släktet ödlekallor, och familjen kallaväxter. Inga underarter finns listade.